# NGC 7603
NGC 7603 is een spiraalvormig sterrenstelsel in het sterrenbeeld Vissen. Het hemelobject werd op 23 oktober 1864 ontdekt door de Duitse astronoom Albert Marth.

## Synoniemen
- UGC 12493
- UM 156
- MCG 0-59-21
- Arp 92
- MK 530
- ZWG 380.26
- IRAS 23163-0001
- PGC 71035